# Примс, Нурия
Нурия Примс (исп. Núria Prims; род. 29 сентября 1972, Барселона, Испания) — испанская актриса

.

## Биография
Нурия Примс родилась 29 сентября 1972 года в Барселоне. Она появилась на телевидении в большом количестве каталонских сериалов и постановок, но известной на национальном уровне её сделало участие в сериале «Hospital Central». Она продолжает свою карьеру, чередуя кино и телевизионные проекты.
В 1995 году она приняла участие в фильме Мончо Армендариса, «Истории из Кронена», представленном на Каннском кинофестивале, экранизация романа-бестселлера Хосе Анеля Маньяса, финалиста премии Надаля в январе 1994 года.
В то же время актриса продолжает свою телевизионную карьеру. В 1996 году в telenovela «Nissaga де poder», каталонской автономной телевизионной продукции и получает огромный успех. Впоследствии она играет в других сериалах, таких как «La caverna», «16 doubles», «Genèse: dans l'esprit du meurtrier» или «El espejo». В 2009 году Нурия Примс присоединилась к серии Hospital Central, которая уже завоевала популярность в Испании.